# Пансион воспитанниц Министерства обороны Российской Федерации
Пансион воспитанниц Министерства обороны Российской Федерации — специализированное учебное заведение Министерства обороны Российской Федерации. Предназначено для детей военнослужащих, проходящих службу в отдалённых гарнизонах, из неполных и многодетных семей, дочерей погибших военнослужащих и участников боевых действий, награждённых государственными наградами за службу.
Пансион является экспериментальной площадкой Института изучения детства, семьи и воспитания Российской академии образования (РАО). Тема эксперимента — «Гендерный подход в образовании и полоролевой социализации воспитанниц». Подобных учебных заведений нет ни в России, ни в мире.
До 2023 года пансион воспитанниц существовал и при Следственном комитете Российской Федерации.

## История
Пансион создан распоряжением Правительства Российской Федерации от 21 июля 2008 г. № 1043-р и приказом Министра обороны Российской Федерации от 29 июля 2008 г. № 3415. Является кадетским корпусом и единственным подобного рода учебным заведением в России. Учебное заведение расположено на территории бывшего факультета военных дирижёров при Московской консерватории (улица Поликарпова, дом 21). Процесс обучения начат 1 сентября 2008 года.
В пансионе проходят обучение и воспитание дочери военнослужащих Вооружённых Сил Российской Федерации, в том числе из многодетных семей и погибших при выполнении воинского долга, а также другие девочки. Заведение рассчитано на обучение 840 воспитанниц, на 2017 год их количество составляет около 740 человек.
Пансион сотрудничает с 15 ведущими вузами столицы. На его базе созданы профессиональные классы: медицинский (в сотрудничестве с университетом имени Сеченова), дипломатический (МГИМО), инженерный (МГТУ имени Баумана), спортивный (ЦСКА), лингвистический (профильный класс имени Вербицкой).
Филиал Пансиона воспитанниц Министерства обороны открыт 2 сентября 2019 года в Санкт-Петербурге. Рассчитан на 560 кадетов, в первый год принято 240 учащихся. По словам Сергея Шойгу (заявил на совещании в Кронштадте), петербургский пансион «продолжит традиции первого женского учебного заведения — Смольного института». Там будут растить не женщин-бойцов, как можно было подумать, а «благородных девиц». По словам министра Сергея Шойгу, в планах Минобороны — открытие таких же пансионов на Дальнем Востоке и в Центральной Сибири. Он признался, что считает пансион — лучшим учебным заведением в стране.
Начальник пансиона — кандидат филологических наук, почётный работник общего образования России Лариса Юрьевна Максимова.
В соответствии с приказом Министра обороны Российской Федерации от 31 января 2019 года № 53 "О создании филиала федерального государственного казенного общеобразовательного учреждения "Московский кадетский корпус «Пансион воспитанниц Министерства обороны Российской Федерации», в г. Санкт-Петербурге открыт филиал Пансиона.

## Обучение
Обучение проводится с 5 по 11-й класс.
Обучение и проживание в пансионе бесплатное, но есть вступительный отбор: нормативы по физкультуре, психологическое тестирование, проверка школьных знаний, необходимы справки из поликлиники, нарко- и психдиспансеров. Патриотизм, светские манеры, материнские навыки — основные направления воспитания. Значительное внимание уделено физической подготовке учащихся. По словам начальника пансиона Ларисы Максимовой, в основу разработанной системы здоровьесбережения воспитанниц положена система сохранения и укрепления здоровья космонавтов. Помимо школьных предметов, в программу обучения в пансионе входят еще два-три иностранных языка, танцы, вокал, живопись, музицирование, основы батика, этикет, кулинария, шитьё, станковая композиция, мировая художественная культура, сервировка стола и подача блюд.
Порядки в пансионе крайне строгие, подразумевающие кроме общепринятых норм поведения и соблюдения гигиены, информационные и социальные ограничения. Согласно Регламенту (правилам) Пансиона МО РФ, «норма поведения распространяется не только на территории Пансиона, но и за её пределами. Поведение воспитанницы во время каникул, дискредитирующее Пансион, рассматривается как нарушение. Использование компьютера и мобильного телефона происходит под контролем воспитателей. Девочки могут просматривать в Интернете только определённые страницы, им запрещено изменять системные настройки гаджетов и компьютеров, включая даже картинки на заставке экрана. Воспитатели обязаны мониторить страницы воспитанниц в соцсетях». Половое воспитание начинается с 5-го класса. Встречи девочек с мальчиками (воспитанниками училищ Минобороны РФ) проводятся под контролем взрослых на специально организованных мероприятиях.
Выпускницам пансиона вручаются позолоченные памятные перстни в память о годах, проведённых в его стенах.

## Оценка эксперимента
Педагоги пансиона регулярно публикуют в научных изданиях статьи о ходе эксперимента, и совместно с Институтом изучения детства РАО ежегодно проводят всероссийскую научную конференцию по гендерному воспитанию.
«Минобороны, по сути, проводит самый масштабный в новейшей истории эксперимент на детях, цель которого — вырастить из девочек женщин, с заранее определёнными компетенциями. „У нас растёт поколение, о котором мы мечтали“, — так характеризует воспитанниц пансиона министр Сергей Шойгу». По мнению специалистов в области социологии и детской психологии, гендерная модель воспитания в современном мире неконкурентоспособна. По словам профессора Даниила Александрова, заведующего лабораторией социологии образования НИУ ВШЭ в Петербурге, сегрегированное воспитание мальчиков и девочек приносит очень мало пользы. Содержание детей в изоляции — даже в райской, а потом выпуск их в реальную жизнь весьма вероятно может привести к дисфункциональным результатам. Чем больше давление дисциплины — тем причудливее формы, в которых этой дисциплины избегают. Попытка построить в современном мире воспитание, исходя из представлений о том «как было в XIX веке», обречена на провал. Просто потому, что сейчас жизнь устроена иначе.
По словам психолога СПбГКУЗ и ЦВЛ «Детская психиатрия» им. С. С. Мнухина Анны Алексеевой, опыт раздельного обучения в Российской империи практиковали почти все учебные заведения, потому что перед выпускниками и выпускницами стояли разные задачи в зависимости от их пола. В СССР было кратковременное, но неудачное возвращение к данному опыту. Так как взаимоотношения между полами формируются в развитии, важно, чтобы и мальчики, и девочки последовательно прошли все этапы. В условиях пансиона девочки этого лишены, теоретические знания по «половому воспитанию» без опыта — бесполезны. Жёсткие рамки, строгие запреты, ограничения, изоляция, семейная депривация может спровоцировать попытку «уйти в отрыв» после окончания пансиона. К методам, практикующим крайность, стоит относиться осторожно. Тем более, что система обучения и образования во всём мире приходит к персонализации, и зависит, не от половой принадлежности, а от особенностей и потребностей каждого отдельного ученика.

## Галерея

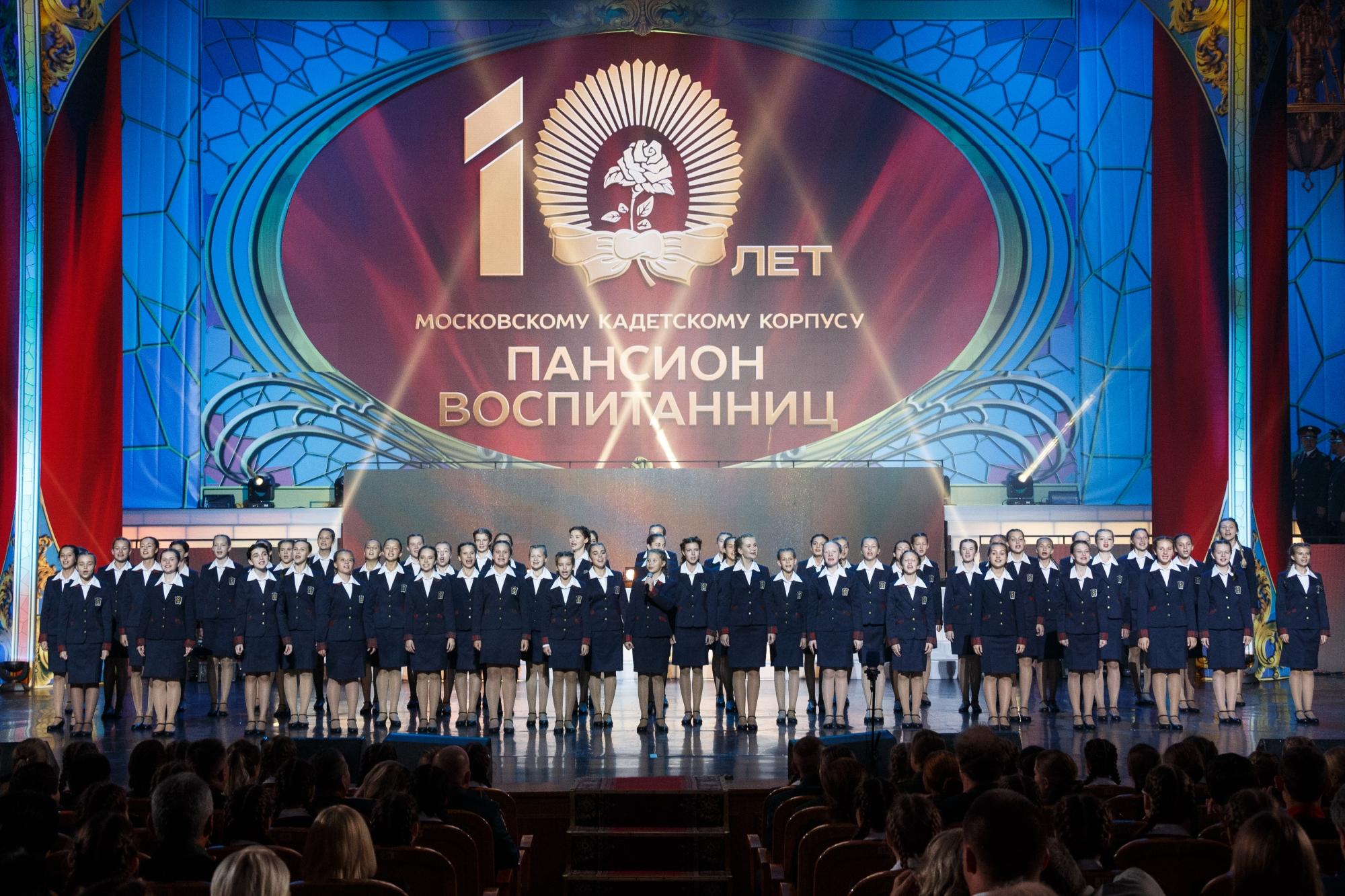
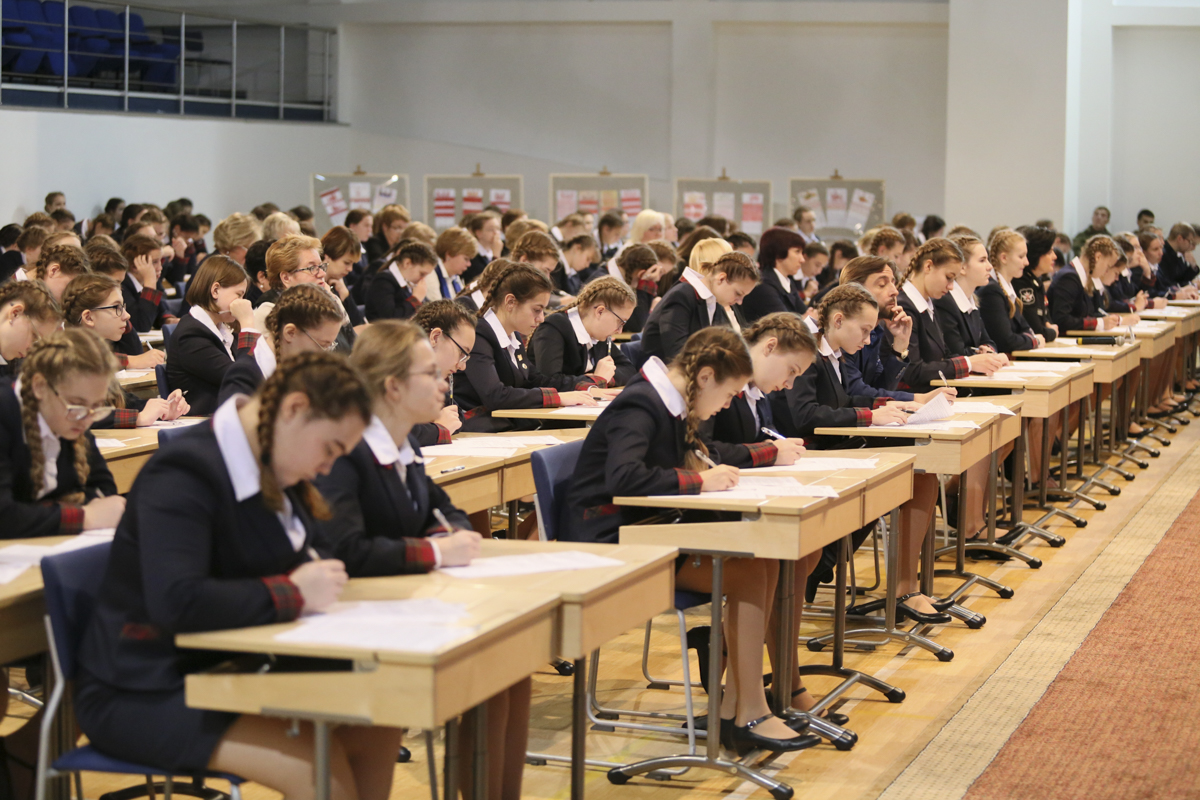
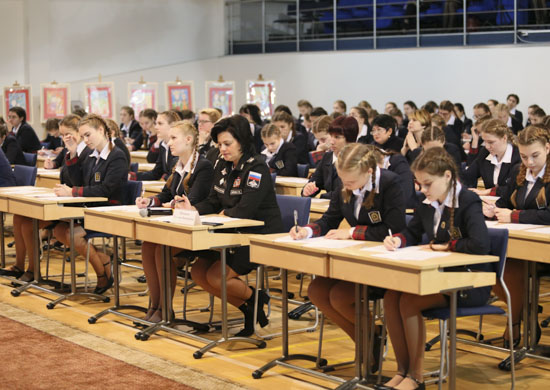
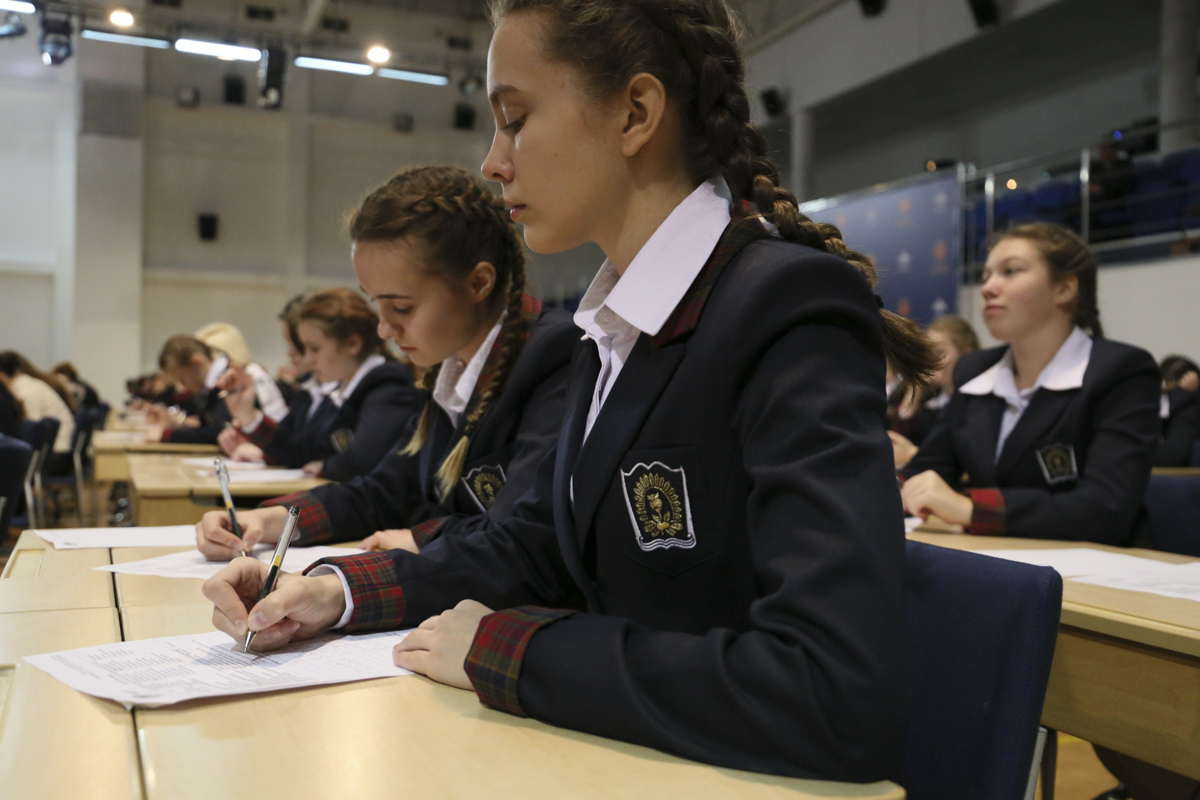